# Universiteit van Malawi
De Universiteit van Malawi (Engels: University of Malawi, afgekort UNIMA) is een universiteit die bestuurd wordt vanuit Zomba, Malawi, en die daarnaast campussen heeft in Blantyre en de hoofdstad Lilongwe. De universiteit werd opgericht in 1964 en bestaat uit vijf onderdelen, de constituent colleges, waarvan het Chancellor College in Zomba het grootste is. Volgens de ranking van Webometrics is het de eerste universiteit van Malawi en staat ze in 2016 op plek 108 in Afrika en wereldwijd op plek 4442.

## Geschiedenis
Vrij snel na de onafhankelijkheid van Malawi in 1964 gingen er stemmen op om een universiteit op te richten. In oktober 1964 werd de Universiteit van Malawi opgericht, en het eerste college werd gegeven op 29 september 1965. Slechts 90 studenten begonnen op die dag aan hun studie. Dit gebeurde op de campus in Blantyne, in een voormalige Aziatische middelbare school. Het Institute of Public Administration in Mpemba, het Soche Hill College of Education en The Polytechnic in Blantyne, en het Bunda College in Lilongwe waren de eerste constituent colleges. De twee eerstgenoemde werden in 1973 samengevoegd tot Chancellor College en verhuisden naar Zomba. In 1979 sloot het Kamuza College of Nursing zich aan bij de Universiteit van Malawi, en in 1991 deed het College of Medicine dat ook.

## Visie en missie
De Universiteit van Malawi heeft als visie dat het een academisch instituut moet zijn dat relevant onderwijs, onderzoek en diensten van wereldklasse moet verzorgen voor de duurzame ontwikkeling van Malawi en de wereld.
Haar missie is het vergroten van kennis, wijsheid en verdraagzaamheid door zich in te zetten voor onderwijs en onderzoek en door het mogelijk maken van de verspreiding, promotie en behoud van onderwijs dat voldoet aan de vraag vanuit Malawi en de wereld.

## Constituent colleges
De Universiteit van Malawi bestaat uit vijf constituent colleges, een soort semi-onafhankelijke organen die één of meerdere faculteiten onder zich kunnen hebben. De vijf colleges zijn:

### Bunda College (Lilongwe)
Het Bunda College leidt studenten op op het gebied van landbouw. Het streeft naar duurzame voedselproductie, verbetering van inkomen uit landbouw, voedselveiligheid, goede voedingswaarden en behoud van biodiversiteit. Het college heeft de volgende departementen:
- Departement Landbouw
- Departement Ontwikkelingsstudies
- Departement Milieuwetenschappen

### Chancellor College (Zomba)

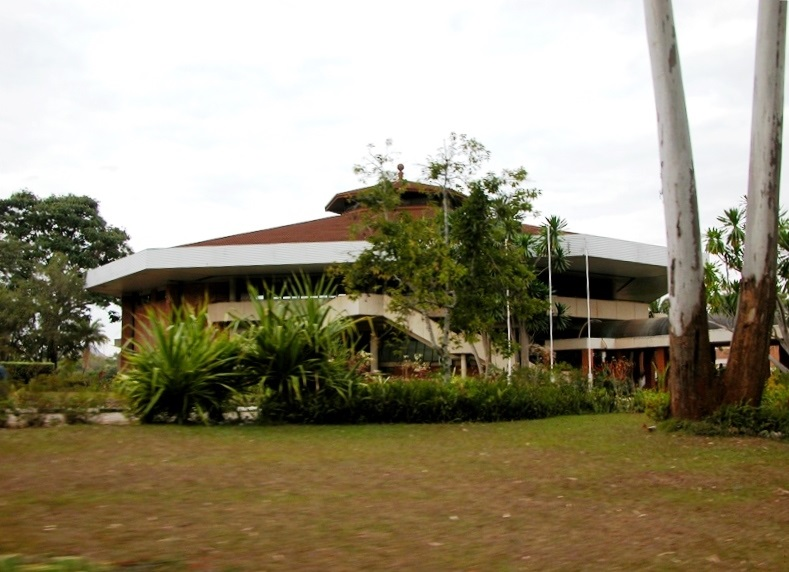
Het Chancellor College in Zomba

Het Chancellor College in Zomba, ook wel Chanco, is het grootste van alle colleges. Chanco heeft de volgende faculteiten en departementen:
- Faculteit Educatie[9]
  - Departement Onderwijskunde
  - Departement Onderwijsbeginselen
- Faculteit Geesteswetenschappen[10]
  - Departement Afrikaanse Talen en Linguïstiek
  - Departement Klassieke Talen
  - Departement Engels
  - Departement Schone Kunsten en Podiumkunsten
  - Departement Frans
  - Departement Communicatie
  - Departement Wijsbegeerte
  - Departement St Peters Major Seminary
  - Departement Theologie
  - Departement Zomba Theological College
- Faculteit Rechtsgeleerdheid[11]
  - Departement Grondwetten
  - Departement Juridische Studies
- Faculteit Natuurwetenschappen[12]
  - Departement Biologie
  - Departement Informatica
  - Departement Geografie en Aardwetenschappen
  - Departement Sociale Ecologie
  - Departement Wiskunde
  - Departement Natuurkunde
- Faculteit Sociale Wetenschappen[13]
  - Departement Economie
  - Departement Geschiedenis
  - Departement Politicologie
  - Departement Demografische Studies
  - Departement Psychologie
  - Departement Sociologie

### College of Medicine (Blantyre)
Het College of Medicine in Blantyre leidt studenten op tot arts. Men kan toegelaten worden na een eenjarige opleiding die de student voorbereidt op de studie geneeskunde, of na een tweejarige opleiding aan de Faculteit Natuurwetenschappen. Veel alumni vertrekken na hun studie naar het buitenland, wat resulteert in een brain drain. Het College of Medicine onderhoudt banden met de University of St Andrews School of Medicine. De volgende departementen zijn hier aanwezig:
- Departement Anesthesie
- Departement Medische Beginselen
- Departement Pathologie
- Departement Volksgezondheid
- Departement Geneeskunde
- Departement Gynaecologie
- Departement Kindergeneeskunde
- Departement Farmacie
- Departement Fysiotherapie
- Departement Chirurgie
- Departement ICT

### Kamuzu College of Nursing (Lilongwe)
Het Kamuzu College of Nursing in Lilongwe leidt studenten op tot verpleegkundige of verloskundige, op verschillende niveaus. De volgende faculteiten en departementen zijn hier aanwezig:
- Faculteit Verpleegkunde
  - Departement Communicatie en Geestelijke Gezondheidszorg
  - Departement Medische, Klinische en Chirurgische Studies
  - Departement Gezondheid van Moeder en Kind
  - Departement Basisvaardigheden

### The Polytechnic (Blantyre)
The Polytechnic in Blantyre is te vergelijken met een technische universiteit en biedt dan ook in verschillende technische richtingen Bachelor- en Masteropleidingen en PhD-programma's aan. The Polytechnic heeft de volgende faculteiten en departementen:
- Faculteit Technische Natuurwetenschappen[16]
  - Departement Informatica
  - Departement Milieuwetenschappen
  - Departement Wiskunde en Statistiek
  - Departement Natuurkunde en Biochemie
- Faculteit Stedenbouwkunde[17]
  - Departement Bouwkunde
  - Departement Landmeetkunde
  - Departement Kwantitatieve Meetkunde
- Faculteit Handel[18]
  - Departement Accountancy
  - Departement Bedrijfskunde
  - Departement Management
- Faculteit Onderwijs en Media[19]
  - Departement Journalistiek en Media
  - Departement Technisch Onderwijs
  - Departement Taal en Communicatie
- Faculteit Techniek[20]
  - Departement Civiele Techniek
  - Departement Elektrotechniek
  - Departement Werktuigbouwkunde
- Faculteit Masters

### Voormaligecolleges
De colleges Institute of Public Administration en Soche Hill College of Education bestaan inmiddels niet meer.

## Studentenvereniging
De Universiteit van Malawi heeft een studentenvereniging genaamd University of Malawi Students Union (UMSU). Deze is opgericht voor om alle studenten van de Universiteit van Malawi te dienen. De UMSU spreekt namens de studenten en levert diensten aan studenten. Elk constituent college levert drie leden voor het bestuur van de vereniging, zodat dit in totaal uit 15 studenten bestaat.

## Alumni
Bekende Alumni zijn:
- Thomas John Bisika (1967), econoom,
- Frank Chipasula (1949), schrijver en dichter
- Maxwell Mkwezalamba (1959), politicus en econoom
- Jack Mapanje (1944), schrijver en dichter